# ハイスクール・ジャック 怒りの教室
ハイスクール・ジャック 怒りの教室（英：Light It Up）は、1999年の犯罪・アクション映画。アッシャー・レイモンドの初主演作。
日本では劇場公開はされず、2002年にビデオが発売された。

## ストーリー
登場人物の一人である、ジギーのナレーションにより物語は始まる。
ニューヨークのダウンタウンに建つ高校の生徒、ロドニー、リバーズ、リン、ステファニー、レスター、ジギーらは、ノールズ先生の授業に出席する。しかし、学校は劣悪な環境であり窓ガラスが割れてしまい、外から冷たい風が吹き込んできた。仕方なく他の場所で授業を行おうとするがどこもいっぱいで、学校の外の飲食店で受けることに。
しかしそこへ強盗が。ノールズのとっさの判断でなんとかピンチを切り抜けるが、このことを知った校長はノールズを解雇。彼の生徒たちは校長に怒りをぶつける。校長はジャクソン巡査を呼び、彼はジギーを連れて行く。家で虐待を受けていたために大事になるのを嫌がるジギーともつれ合ううちに拳銃が暴発しジャクソンの足を打ち抜く。
この一連の流れを、レスター、リバーズ、ステファニーは見ていた。まもなく校長がやって来て警察を呼び、ジギーが撃ったと誤解し連れて行こうとする。ここで今度はレスターが銃を持ち、彼を救うために学校に立てこもりすることを決めたのだった。
ジャクソン巡査は、最初は彼らを嫌っていたが、生徒たちの過酷な現実を知って、自分の前から消えた息子と妻を思い出す。
やがて警察が突入を始めることを警告しにノールズが電話してくるが、その危険を顧みずレスターはジャクソンに銃を突きつけたまま屋上へと出る。
ジャクソンはレスターを自分の息子のようにはしたくないと必死で説得を行う。レスターは話を聞いて泣きつつも、「男になる」と言って銃を撃った。
だが結局ジャクソンに向けて撃つことはできず、和解したと思ったその時、ジギーがレスターの首に銃のレーザー照準が合わされているのを発見し、2人の元へ駆け寄ってくる。警察は、ジギーに照準を合わせ、弾を撃った。
ジギーはレスターに最後の言葉を残して亡くなった。
その後、ジギーは事件に関わった者の後日談を語り始める。ジャクソン巡査は、この事件の裁判で生徒側について弁護をした。ロドニーは刑務所に服役し、信仰に目覚めた。ステファニーは服役し、復学。レスターは州刑務所で2年間過ごし、法律を学ぶためにシティーカレッジに行った。リバーズは軍隊に入隊、リンは子供を産み、手紙を送ったが、消息は途絶えた。
レスターとステファニーは、この学校で起きた事件を高校の生徒に毎年話し、感銘を与えている。ジギーは最後に、「この星に生きている限り、全ては自分次第だ」と語って映画は幕を閉じる。

## キャスト
- ジャクソン巡査･･･フォレスト・ウィテカー（北川勝博）
- レスター･･･アッシャー・レイモンド（桐本琢󠄀也）
- オードリー･･･ヴァネッサ・ウィリアムズ（喜田あゆみ）
- ステファニー･･･ロザリオ・ドーソン（甲斐田裕子）
- ノールズ･･･ジャド・ネルソン（相沢正輝）
- リバーズ･･･クリフトン・コリンズ・Jr（藤原啓治）
- リン･･･サラ・ギルバート
- ジギー･･･ロバート・リチャード
- 校長･･･グリン・ターマン
- レスターの父･･･ロバート・リー・マイナー

※吹き替えはVHSに収録